# Селсоа
Селсоа (фр. Celsoy) насеље је и општина у североисточној Француској у региону Шампањ-Арден, у департману Горња Марна која припада префектури Лангр.
По подацима из 2011. године у општини је живело 110 становника, а густина насељености је износила 20,3 становника/km². Општина се простире на површини од 5,42 km². Налази се на средњој надморској висини од 330 метара.

## Демографија
| 1962. | 1968. | 1975. | 1982. | 1990. | 1999. | 2011. |
| ----- | ----- | ----- | ----- | ----- | ----- | ----- |
| 82    | 110   | 91    | 72    | 90    | 94    | 110   |

График промене броја становника у току последњих година